# IC 1020
IC 1020 је лентикуларна галаксија у сазвјежђу Волар која се налази на листи објеката дубоког неба у Индекс каталогу.
Деклинација објекта је + 26° 1' 58" а ректасцензија 14h 28m 49,4s. Привидна величина (магнитуда) објекта IC 1020 износи 14,1 а фотографска магнитуда 15,1. IC 1020 је још познат и под ознакама UGC 9289, MCG 4-34-35, CGCG 133-68, PGC 51728.